# Viisuküla
Viisuküla – wieś w Estonii, w prowincji Viljandi, gminie Viljandi. Do 20 października 2013 w gminie Paistu.
Przez wieś przepływa strumień Orika. W wiosce znajduje się jezioro Tammemäe i cmentarz.